# Per gioco e... per amore
Per gioco e... per amore (For Keeps?) è un film del 1988 diretto da John G. Avildsen.

## Trama
Una coppia di giovani fidanzati, Darcy Elliot e Stan Bobrulz, hanno degli importanti e ambiziosi progetti per il futuro. Lei scrive per il giornale dell'università, lui sta per ottenere una borsa di studio per una prestigiosa facoltà di architettura, quando i loro piani vengono messi in dubbio dal fatto che lei rimane incinta.
I genitori di lui, ferventi cattolici, insistono per l'adozione, mentre la madre di lei insiste per l'aborto. Inizialmente sembrano protendere per l'aborto, ma poi, contro tutto e tutti decidono di tenere il bambino. 
Così Stan e Darcy scappano e si sposano, arrangiandosi con i mille problemi quotidiani, lui accetta qualsiasi lavoro, lei tenta il lavoro in un fast food, ma la gravidanza avanzata la ostacola nei movimenti. Dopo il parto Darcy cade in una depressione post partum rifiutandosi di occuparsi della bambina fino a quando, sospettando un furto si aggrappa alla bambina finalmente legando con lei.
Stan, per non abbandonare la moglie e la figlia, rifiuta la borsa di studio, ma quando lo viene a sapere Darcy decide di divorziare per permettergli di proseguire la sua carriera, ma grazie alla fortuna tutto si sistemerà per il meglio.